# SK Dynamo České Budějovice
SK Dynamo České Budějovice is een voetbalclub uit de stad České Budějovice in Tsjechië. In het seizoen 2015/16 speelt Dynamo op het tweede Tsjechische niveau, de Fotbalová národní liga. In 2019 promoveert de club naar de hoogste klasse, de Fortuna liga.
De club werd in 1905 opgericht en na vele pogingen promoveerde de club in 1947 naar de hoogste klasse, maar moest na 1 seizoen weer degraderen. De terugkeer lukte pas in 1985 toen ook de finale van de Tsjechische beker werd bereikt, ASVS Dukla Praag was echter te sterk voor de club. Na 2 seizoenen degradeerde de club weer. In 1991 maakte de club opnieuw zijn opwachting op het hoogste niveau en bereikte weer de finale van de beker, dit keer was Baník Ostrava te sterk.
In het eerste seizoen van de Tsjechische competitie in 1993/94 werd de club verrassend 6de. Het volgende seizoen werd de club 7de en 2 jaar later werd de 6de plaats herhaald. De volgende seizoenen werd de club een liftploeg tussen de 1ste en 2de klasse. In het seizoen 2005/06 dwong de club promotie af naar de Gambrinus liga, iets wat opnieuw lukte in het seizoen 2013/14.
De Tsjechisch international Karel Poborský die zelf ook nog een tijdje voor de club speelde alvorens in 2007 te stoppen als voetballer werd in 2006 voorzitter.

## Erelijst
| Nationaal sinds 1993            |    |                  |
| Kampioen Fotbalová národní liga | 2× | 2001/02, 2013/14 |

## Naamsveranderingen
- 1905 – opgericht als SK České Budějovice (Sportovní klub České Budějovice)
- 1949 – TJ Sokol JČE České Budějovice (Tělovýchovná jednota Sokol Jihočeské elektrárny České Budějovice)
- 1951 – TJ Slavia České Budějovice (Tělovýchovná jednota Slavia České Budějovice)
- 1953 – DSO Dynamo České Budějovice (Dobrovolná sportovní organizace Dynamo České Budějovice)
- 1958 – TJ Dynamo České Budějovice (Tělovýchovná jednota Dynamo České Budějovice)
- 1991 – SK Dynamo České Budějovice (Sportovní klub Dynamo České Budějovice)
- 1992 – SK České Budějovice JČE (Sportovní klub České Budějovice Jihočeská energetická, akciová společnost)
- 1999 – SK České Budějovice (Sportovní klub České Budějovice, akciová společnost)
- 2004 – SK Dynamo České Budějovice (Sportovní klub Dynamo České Budějovice, akciová společnost)

## Eindklasseringen vanaf 1994 (grafiek)
| 6 |

| 7 |

| 11 |

| 6 |

| 15 |

| 2 |

| 13 |

| 15 |

| 1 |

| 13 |

| 8 |

| 15 |

| 2 |

| 10 |

| 13 |

| 10 |

| 13 |

| 11 |

| 10 |

| 15 |

| 1 |

| 16 |

| 12 |

| 5 |

| 6 |

| 1 |

| 7 |

| 13 |

| 10 |

| 10 |

| 15 |

| 16 |

| Fortuna liga | Fotbalová národní liga | ČFL / MSFL |

## Bekende (oud-)spelers
- Mick van Buren
- Jaroslav Drobný
- Martin Latka
- Karel Poborský
- Tomáš Řepka